# Aparecida do Rio Doce
Aparecida do Rio Doce es un municipio brasileño del estado de Goiás. Su población estimada en 2008 era de 2.830 habitantes. El municipio es un gran productor de ganado de corte y porcinos, se localiza en el sudoeste goiano a 290 km de Goiânia. 
Forma parte del Estado de Goiás, con cerca de 604 kilómetros cuadrados de área. Posee una densidad poblacional de casi 3.68 habitantes por km cuadrado según el IBGE. 